# 전북특별자치도정읍교육지원청
전북특별자치도정읍교육지원청(全北特別自治道井邑敎育支援廳, Jeongeup Office of Education)은 전북특별자치도 정읍시를 관할하는 전북특별자치도교육청 산하의 교육지원청이다.
교육장은 장학관으로 보한다.

## 산하 기관

### 초등학교
| - 감곡초등학교 - 고부초등학교 - 관청초등학교 - 교암초등학교 - 내장초등학교 - 능교초등학교 - 대흥초등학교 - 덕천초등학교 - 도학초등학교 | - 동신초등학교 - 백암초등학교 - 보성초등학교 - 북면초등학교 - 산외초등학교 - 서신초등학교 - 소성초등학교 - 수곡초등학교 - 신태인초등학교 | - 영산초등학교 - 영원초등학교 - 옹동초등학교 - 이평초등학교 - 입암초등학교 - 정남초등학교 - 정우초등학교 - 정읍남초등학교 - 정읍동초등학교 | - 정읍북초등학교 - 정읍서초등학교 - 정읍수성초등학교 - 정읍초등학교 - 정일초등학교 - 칠보초등학교 - 태인초등학교 - 한솔초등학교 |

### 중학교
| - 감곡중학교 - 고부중학교 - 배영중학교 - 산외중학교 - 샘고을중학교 | - 소성중학교 - 신태인중학교 - 왕신여자중학교 - 이평중학교 - 입암중학교 | - 전북동화중학교 - 정산중학교 - 정우중학교 - 정읍중학교 - 정일중학교 | - 칠보중학교 - 태인중학교 - 학산중학교 - 호남중학교 |